# Scars of Life
Scars of Life war eine 5-köpfige Nu-Metal-Band aus dem Süden Floridas.

## Geschichte
Scars of Life wurden 1999 in Pompano Beach gegründet: Sie hatten ihren Ursprung in einer Heavy-Metal-Band namens Confined im Jahre 1999. Die damaligen Bandmitglieder waren jedoch nicht mit ihrem Stil einverstanden, sodass sie eine Komplettänderung vornahmen. Was dabei herauskam, war Scars of Life. Sie brachten insgesamt zwei Alben und 2 EPs heraus. 2006 erschien die Single Alone Inside.
2006 kam der Sänger Kyle Shapiro, der auch schon bei Confined dabei gewesen war, zu dem Entschluss, dass es das Beste sei, die Band zu verlassen. Die verbliebenen vier Mitglieder von Scars of Life starteten sofort eine Suchaktion nach einem neuen Sänger, den sie März 2006 auch fanden, und gingen erneut ins Studio. Mit der Aufnahme von Frankie „Footer“ Kalin in die Band folgte eine Namensänderung in Burning Red sowie eine Musikstiländerung.
2011 wurde von der Band verkündet, dass sie zusammen mit Kyle Shapiro, ihrem alten Leadsänger, fortsetzen möchten. Sie stellten ein neues Album zusammen, das 2013 unter dem Titel A Heart Still Beats erschien. Im Mai 2014 verkündeten die Musiker auf ihrer Facebook-Seite die erneute Auflösung der Band.

## Diskografie
- Mute (EP, 2001)
- 2002 Demo (2002)
- Another Tomorrow (EP, 2003)
- What We Reflect (2005)
- A Heart Still Beats (2013)

## Musikvideos
- Alone Inside (vom Album What We Reflect)
- Water in My Hands (nur ein Promotionalvideo/Linevideo)